# 양혜은
양혜은(2007년 4월 30일 ~ )은 대한민국의 농구 선수이다. 숙명여자고등학교 농구부 소속으로 포지션은 포워드이다.